# Brücken-Hackpfüffel
Brücken-Hackpfüffel é um município da Alemanha, situado no distrito de Mansfeld-Südharz, no estado de Saxônia-Anhalt. Tem 16,65 km² de área, e sua população em 2019 foi estimada em 982 habitantes.